# Матрица (математика)
У математици, матрица је правоугаона табела бројева, или општије, табела која се састоји од апстрактних објеката који се могу сабирати и множити.
Матрице се користе да опишу линеарне једначине, да се прате коефицијенти линеарних трансформација, као и за чување података који зависе од два параметра. Матрице се могу сабирати, множити, и разлагати на разне начине, што их чини кључним концептом у линеарној алгебри и теорији матрица.

## Дефиниције и нотације
Хоризонталне линије у матрици се називају врстама, а вертикалне колонама матрице.
Пресликавање {\displaystyle A:\{1,2,...,m\}\times \{1,2,...,n\}\rightarrow F}, такво да је {\displaystyle (F,+,\cdot )} поље и {\displaystyle m,n\in \mathbb {N} } називамо матрицом типа {\displaystyle m\times n} над пољем F.
Матрица са m врста и n колона се назива m-са-n матрицом (каже се и записује да је формата m×n) а m и n су димензије матрице.
Члан матрице A, који се налази у i-тој врсти и у j-тој колони се назива (i,j)-ти члан матрице A. Ово се записује као  или . Увек се прво назначује врста, па колона.
Често се пише {\displaystyle A:=(a_{i,j})_{m\times n}} како би се дефинисала m × n матрица A чији се сваки члан,  назива  за све 1 ≤ i ≤ m и 1 ≤ j ≤ n. Међутим, конвенција да i и j почињу од 1 није универзална: неки програмски језици започињу од нуле, у ком случају имамо 0 ≤ i ≤ m − 1 и 0 ≤ j ≤ n − 1.
Матрицу чија је једна од димензија једнака јединици често називамо вектором, и интерпретирамо је као елемент реалног координатног простора. 1 × n матрица (једна врста и n колона) се назива вектор врста, а m × 1 матрица (једна колона и m врста) се назива вектор колона.

### Пример
Матрица
{\displaystyle A={\begin{bmatrix}1&2&3\\1&2&7\\4&9&2\\6&0&5\end{bmatrix}}}
је 4×3 матрица. Елемент A[2,3] или 2,3 је 7.
Матрица
{\displaystyle R={\begin{bmatrix}1&2&3&4&5&6&7&8&9\end{bmatrix}}}
је 1×9 матрица, или вектор врста са 9 елемената.

## Сабирање и множење матрица
Нека су дате матрице {\displaystyle A=[a_{i,j}]_{m\times n}} и {\displaystyle B=[b_{i,j}]_{m\times n}}.

### Сабирање
Збир матрица А и В, у ознаци А+В је матрица {\displaystyle C=[c_{i,j}]_{m\times n}} за коју важи {\displaystyle c_{i,j}=a_{i,j}+b_{i,j}} за свако {\displaystyle i=\{1,2,...,m\};j=\{1,2,...,n\}}.
{\displaystyle {\begin{bmatrix}1&3&2\\1&0&0\\1&2&2\end{bmatrix}}+{\begin{bmatrix}0&0&5\\7&5&0\\2&1&1\end{bmatrix}}={\begin{bmatrix}1+0&3+0&2+5\\1+7&0+5&0+0\\1+2&2+1&2+1\end{bmatrix}}={\begin{bmatrix}1&3&7\\8&5&0\\3&3&3\end{bmatrix}}}

### Множење скаларом
Ако узмемо матрицу A и број c, скаларни производ cA се рачуна множењем скаларом c сваког елемента A (т. ј.  ). На пример:
{\displaystyle 2{\begin{bmatrix}1&8&-3\\4&-2&5\end{bmatrix}}={\begin{bmatrix}2\cdot 1&2\cdot 8&2\cdot (-3)\\2\cdot 4&2\cdot (-2)&2\cdot 5\end{bmatrix}}={\begin{bmatrix}2&16&-6\\8&-4&10\end{bmatrix}}}
Операције сабирања и множења скаларом претварају скуп M(m, n, R) свих m-са-n матрица са реалним члановима у реални векторски простор димензије mn.

### Међусобно множење матрица
Множење две матрице је добро дефинисано само ако је број колона леве матрице једнак броју врста десне матрице. Ако је A матрица димензија m-са-n, а B је матрица димензија n-са-p, тада је њихов производ AB матрица димензија m-са-p (m врста, p колона) дат формулом:
{\displaystyle \,\!(AB)[i,j]=A[i,1]B[1,j]+A[i,2]B[2,j]+...+A[i,n]B[n,j]}
за сваки пар i и j.
На пример:
{\displaystyle {\begin{bmatrix}1&0&2\\-1&3&1\\\end{bmatrix}}\cdot {\begin{bmatrix}3&1\\2&1\\1&0\\\end{bmatrix}}={\begin{bmatrix}(1\cdot 3+0\cdot 2+2\cdot 1)&(1\cdot 1+0\cdot 1+2\cdot 0)\\((-1)\cdot 3+3\cdot 2+1\cdot 1)&((-1)\cdot 1+3\cdot 1+1\cdot 0)\\\end{bmatrix}}}
{\displaystyle ={\begin{bmatrix}5&1\\4&2\\\end{bmatrix}}}
Множење матрица има следећа својства:
- за све -са- матрице A, m-са-n матрице B и n-са- матрице C (асоцијативност).
- за све -са- матрице  и  и -са- матрице C (десна дистрибутивност).
- за све -са- матрице  и  и -са- матрице C (лева дистрибутивност).

Ваља знати да комутативност не важи у општем случају; ако су дате матрице A и B, чак и ако су оба производа дефинисана, у општем случају је AB ≠ BA.
Посебно, скуп M(n, R) свих квадратних матрица реда n јесте реална асоцијативна алгебра са јединицом, која је некомутативна за n&nbsp;&ge;&nbsp;2.

## Линеарне трансформације, ранг, транспонована матрица
Матрице могу на згодан начин да представе линеарне трансформације јер множење матрица одговара слагању пресликавања, као што ће даље бити описано. Управо ово својство матрице чини моћном структуром података у вишим програмским језицима.
Овде и у наставку, посматрамо R као скуп колона или n-са-1 матрица.
За свако линеарно пресликавање  :  →  постоји јединствена m-са-n матрица A, таква да f(x) = Ax за свако x у R.
Кажемо да матрица  представља линеарно пресликавање f.
Ако k-са-m матрица  представља друго линеарно пресликавање  : , тада је њихова композиција g o f такође линеарно пресликавање , и представљено је управо матрицом BA. Ово следи из горе поменуте асоцијативности множења матрица.
Општије, линеарно пресликавање из n-димензионог векторског простора у m-димензиони векторски простор је представљено m-са-n матрицом, ако су изабране базе за сваки.
Ранг матрице A је димензија слике линеарног пресликавања представљеног са A; она је иста као димензија простора генерисаног врстама A, и такође је исте димензије као простор генерисан колонама A.
Транспонована матрица, матрице m-са-n, A је n-са-m матрица  (некад се записује и као  или ), која настаје претварањем врста у колоне, и колона у врсте, то јест  за свако i и j. Ако A представља линеарно пресликавање у односу на две базе, тада матрица  представља линеарно пресликавање у односу на дуалне базе (види дуални простор).
Важи  и .

### Особине матрица
- Ранг матрице
- Детерминанта
- Инвертибилна матрица
- Еквивалентне матрице
- Сличне матрице

### Посебне матрице
- Јединична матрица
- Булова матрица